# Thievery Corporation
Thievery Corporation ist eine 1996 gegründete US-amerikanische Musikgruppe, die aus den Musikern Rob Garza und Eric Hilton besteht. Ihre Musik ist eine Melange aus Downbeat-, Lounge- und Nu-Jazz-Sounds mit Elementen des Bossa Nova, Dub und jamaikanischem Reggae.

## Geschichte
Eric Hilton und Rob Garza lernten sich 1996 im Club Eighteenth Street Lounge in Washington, D.C. kennen, der kurz zuvor von Hilton und Farid Nouri eröffnet worden war. Garza und Hilton fingen an, selbst verschiedene Klänge aus Dub, Bossa Nova und orientalischer Musik zu mixen, die sie überwiegend im Eighteenth Street Lounge spielten. Aus dieser Zusammenarbeit entstand noch im selben Jahr das DJ-Duo Thievery Corporation und das eigene Plattenlabel Eighteenth Street Lounge Music.
Zwei Jahre später erschienen im Jahr 1997 die Singles Shaolin Satellite und 2001: A Spliff Odyssey sowie ihr Debütalbum Sounds from the Thievery Hi-Fi. Letzteres erschien in der amerikanischen und 1998 in der europäischen Fassung, 2006 folgte ein Re-Release. Als Gastmusiker sind unter anderem die Jazz-Sängerin Pam Bricker und die brasilianische Musikerin Bebel Gilberto auf dem Album zu hören.
Nach ausgedehnten Tourneen veröffentlichte Thievery Corporation 2000 ihr zweites Studioalbum The Mirror Conspiracy, wie alle bisherigen Alben ebenfalls beim eigenen Plattenlabel Eighteenth Street Lounge. Das Lied Lebanese Blonde wurde 2004 für Zach Braffs Film Garden State verwendet. Nach 33.000 verkauften Einheiten vom ersten Album, wurden von diesem nun 119.000 Einheiten abgesetzt.
Im Oktober 2002 erschien The Richest Man in Babylon, das sich klanglich an ihr vorheriges Album anlehnt und ebenfalls auf viele Gastmusiker setzt, darunter Pam Bricker, Emilíana Torrini und der jamaikanische Rapper Notch.
2005 veröffentlichten Eric Hilton und Rob Garza The Cosmic Game. Darauf gesellt sich zum Orientalischen, Bossa Nova und Dub auch Rock, denn es sind diesmal Perry Farrell von Jane’s Addiction, David Byrne, bekannt geworden mit den Talking Heads, sowie die Flaming Lips zu hören. Ein Jahr später erschien ihr erstes Remix-Album Versions. Die darauf folgende Tour wurde vom Gitarristen der Band Rob Myers fotografiert und als Online-Fotobuch unter dem Namen Thievery Corporation 2006 vermarktet.
2008 kam Radio Retaliation auf den Markt und setzt wieder auf viele Gastmusiker. Das Album wurde für einen Grammy in der Kategorie Best Recording Package nominiert. 2010 erschien It Takes a Thief, ein Best-of-Album der Band aus den Studioalben der vergangenen Jahre. Ihr sechstes Studioalbum Culture of Fear erschien im Juni 2011. Neben anderen Gastmusikern lieh Shana Halligan von Bitter:Sweet ihre Stimme für den Titel Is It Over?.
Am 10. Februar 2017 erschien das Album The Temple of I & I, an das auch eine Europatournee anschloss. Beim zweistündigen Konzert in Berlin am 24. Februar 2017 waren zahlreiche Gastmusiker mit von der Partie: Percussions, Drums, Sängerinnen und Sänger, der Einsatz von Sitar, E-Bass und Gitarren (auch von Rob Garza gespielt), machten die Show zu einem Live-Spektakel.

## Diskografie

### Studioalben
| Jahr | Titel                      | Höchstplatzierung, Gesamtwochen, AuszeichnungChartplatzierungen (Jahr, Titel, Platzierungen, Wochen, Auszeichnungen, Anmerkungen) | Höchstplatzierung, Gesamtwochen, AuszeichnungChartplatzierungen (Jahr, Titel, Platzierungen, Wochen, Auszeichnungen, Anmerkungen) | Höchstplatzierung, Gesamtwochen, AuszeichnungChartplatzierungen (Jahr, Titel, Platzierungen, Wochen, Auszeichnungen, Anmerkungen) | Höchstplatzierung, Gesamtwochen, AuszeichnungChartplatzierungen (Jahr, Titel, Platzierungen, Wochen, Auszeichnungen, Anmerkungen) | Höchstplatzierung, Gesamtwochen, AuszeichnungChartplatzierungen (Jahr, Titel, Platzierungen, Wochen, Auszeichnungen, Anmerkungen) | Anmerkungen                              |
| Jahr | Titel                      | DE | AT | CH | UK | US | Anmerkungen                              |
| ---- | -------------------------- | --- | --- | --- | --- | --- | ---------------------------------------- |
| 2000 | The Mirror Conspiracy      | DE32 (6 Wo.)DE | AT48 (1 Wo.)AT | — | UK76 (1 Wo.)UK | — | Erstveröffentlichung: 2. April 2000      |
| 2002 | The Richest Man in Babylon | DE42 (5 Wo.)DE | AT45 (5 Wo.)AT | — | — | US150 (2 Wo.)US | Erstveröffentlichung: 30. September 2002 |
| 2005 | The Cosmic Game            | DE50 (3 Wo.)DE | AT48 (4 Wo.)AT | CH79 (2 Wo.)CH | UK74 (1 Wo.)UK | US94 (4 Wo.)US | Erstveröffentlichung: 22. Februar 2005   |
| 2008 | Radio Retaliation          | — | — | CH79 (1 Wo.)CH | — | US35 (5 Wo.)US | Erstveröffentlichung: 23. September 2008 |
| 2011 | Culture of Fear            | — | — | CH52 (1 Wo.)CH | — | US52 (2 Wo.)US | Erstveröffentlichung: 28. Juni 2011      |
| 2014 | Saudade                    | — | — | — | UK78 (1 Wo.)UK | US58 (1 Wo.)US | Erstveröffentlichung: 25. März 2014      |
| 2017 | The Temple of I & I        | DE37 (1 Wo.)DE | AT18 (4 Wo.)AT | CH60 (1 Wo.)CH | — | US111 (1 Wo.)US | Erstveröffentlichung: 10. Februar 2017   |
| 2018 | Treasures from the Temple  | DE49 (1 Wo.)DE | AT21 (1 Wo.)AT | CH47 (1 Wo.)CH | — | — | Erstveröffentlichung: 20. April 2018     |

Weitere Veröffentlichungen
- 1996: Sounds from the Thievery Hi-Fi
- 1999: Abductions & Reconstructions
- 1999: DJ-Kicks
- 2002: Sounds from the Verve Hi-Fi
- 2004: The Outernational Sound
- 2004: Babylon Rewound
- 2006: Versions
- 2010: It Takes a Thief

### Singles (Charterfolge)
| Jahr | Titel Album                           | Höchstplatzierung, Gesamtwochen, AuszeichnungChartplatzierungen (Jahr, Titel, Album, Platzierungen, Wochen, Auszeichnungen, Anmerkungen) | Höchstplatzierung, Gesamtwochen, AuszeichnungChartplatzierungen (Jahr, Titel, Album, Platzierungen, Wochen, Auszeichnungen, Anmerkungen) | Höchstplatzierung, Gesamtwochen, AuszeichnungChartplatzierungen (Jahr, Titel, Album, Platzierungen, Wochen, Auszeichnungen, Anmerkungen) | Höchstplatzierung, Gesamtwochen, AuszeichnungChartplatzierungen (Jahr, Titel, Album, Platzierungen, Wochen, Auszeichnungen, Anmerkungen) | Höchstplatzierung, Gesamtwochen, AuszeichnungChartplatzierungen (Jahr, Titel, Album, Platzierungen, Wochen, Auszeichnungen, Anmerkungen) | Anmerkungen                             |
| Jahr | Titel Album                           | DE | AT | CH | UK | US | Anmerkungen                             |
| ---- | ------------------------------------- | --- | --- | --- | --- | --- | --------------------------------------- |
| 1998 | Lebanese Blonde The Mirror Conspiracy | — | — | — | UK96 (1 Wo.)UK | — | Erstveröffentlichung: 17. November 1998 |